# اجیدیو فرولیو (دوچرخه‌سوار)
اجیدیو فرولیو (ایتالیایی: Egidio Feruglio; ۶ ژانویهٔ ۱۹۲۱ – ۲ ژوئیهٔ ۱۹۸۱) دوچرخه‌سوار اهل ایتالیا بود.